# Kermiskoersen in Vlaanderen

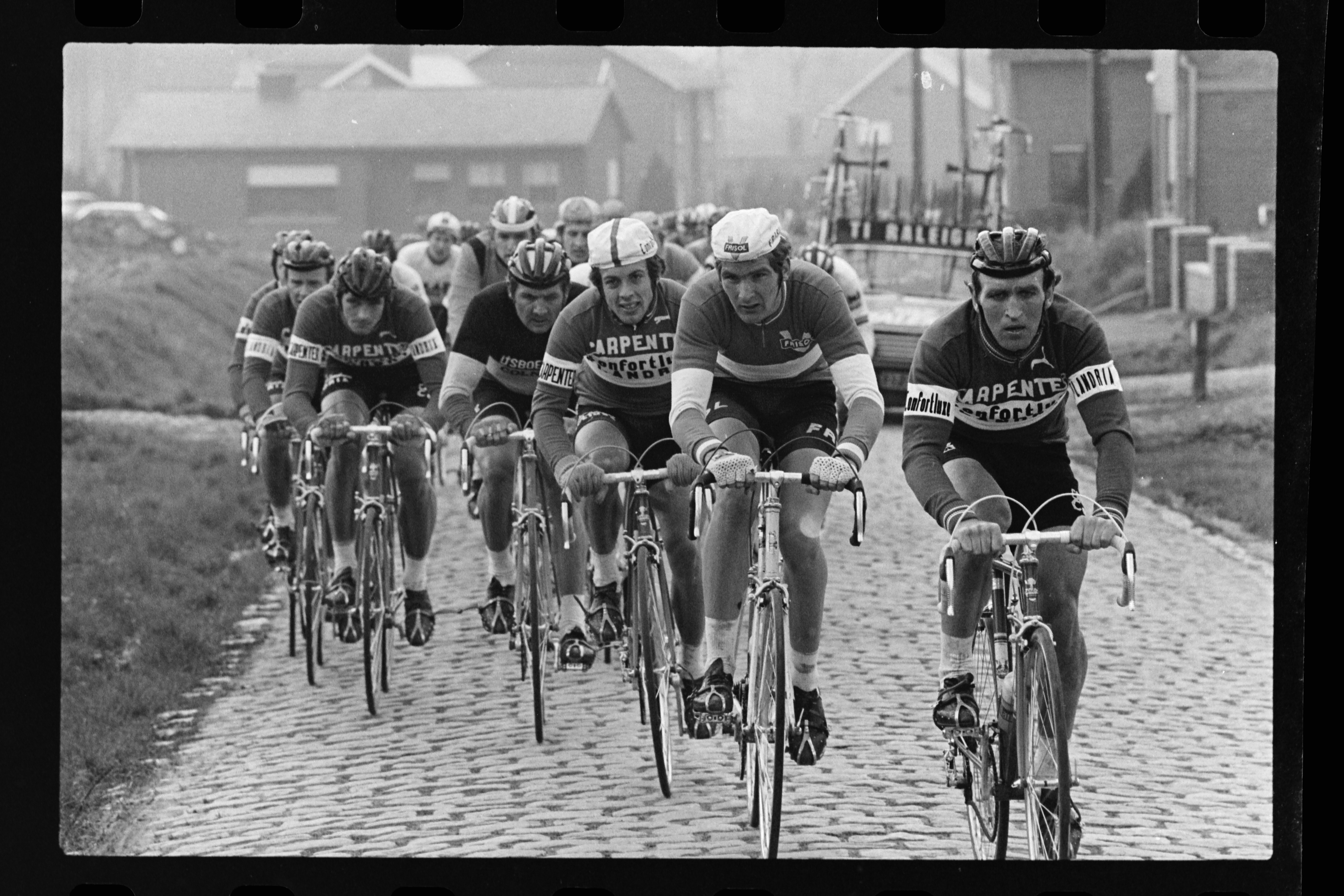
Dwars door België (1975)

Kermiskoersen in Vlaanderen ontstonden op het einde van de 19e eeuw, vroeg na de uitvinding van de fiets. Zij zijn typisch voor Vlaanderen en bleven altijd minder populair in Brussel en Wallonië.
Waar het eerst de burgerij was die een fiets kon kopen, konden ook middenstanders, arbeiders en boeren zich vanaf 1900 een fiets veroorloven. Al vrij vlug ontstonden spontaan lokale wedstrijden, meestal ter gelegenheid van een kermis, over het algemeen op het platteland, eerder dan in de stad.
De evenementen werden dikwijls gesponsord door de lokale middenstand (herbergiers, brouwers, fietsenmakers) en werden vaak, ook financieel, ondersteund door het gemeentebestuur om potentiële kiezers goedgunstig te zijn. De Kerk was eerder afkerig vanwege het vertier en soms overmatig alcoholgebruik door de supporters.
Wielrenners moesten zelf instaan voor hun materiaal, en de eventuele herstellingen. Ze mochten zich niet laten bijstaan. Zo zijn er verhalen dat gebroken kaders door de coureur zelf werden opgelapt in een lokale smidse. De kermiswedstrijden werden in het begin ook wel ‘stratekoersen’ genoemd, omdat het vaak een parcours rond de kerktoren betrof. Vaak namen enkel renners uit de directe omgeving deel. Ook de vrouwen lieten zich niet onbetuigd, maar ze werden slechts vanaf 1958 tot het wereldkampioenschap toegelaten.

## Geschiedenis

### Voor de Eerste Wereldoorlog
Al sinds na 1890 waren er koersen in het Meetjesland. Dikwijls betrof het niet alleen een snelheidskoers, maar ook fietsvarianten van klassieke behendigheidswedstrijden.
Vanaf 1908 werd de Koolskamp Koers, met duizenden toeschouwers, al gauw genoemd als het Kampioenschap van Vlaanderen. Vlaamse renners deden na 1905 mee met grote wegwedstrijden in buurland Frankrijk zoals Parijs-Roubaix, Bordeaux-Parijs en de Ronde van Frankrijk. Er verschijnen Nederlandstalige sportkranten zoals de Sportvriend (1909) en SportWereld (1912) die sterk gericht waren op wielrennen. Het Franstalige Vélo-Sport/Les Sports was eerder kritisch tegenover de kermiskoersen.
Gedurende de Eerste Wereldoorlog geraken de kermiskoersen in verval omdat de Duitsers openbare wedstrijden verbieden en vanaf 1916 fietsen en rubberbanden opeisen. Direct na de oorlog herrijzen de kermiskoersen in Oost- en West-Vlaanderen; bijna iedere week werd er wel ergens een koers gereden.

### Interbellum
Vanaf de jaren 1920 en 1930 werden de wedstrijden, en de reclame, meer en meer commercieel. De wedstrijdkalender werd b.v. gesponsord door tabaksproducent Vander Elst (Belga). Er kwamen ook steeds meer profrenners, omdat de prijzenpot groter werd en de goede renners er konden van leven.

### Tweede Wereldoorlog
Tijdens de Tweede Wereldoorlog werden kermiskoersen door de bezetter wel aangemoedigd onder de Ruhe-und-Ordnung-politiek om de inwoners wat ontspanning te bieden in een poging om het gewone leven verder te zetten. Er waren hoegenaamd geen internationale wedstrijden, vandaar dat de lokale koersen aan belang wonnen. In 1942 vonden er maar liefst 382 kermiswedstrijden voor profs plaats.

### Naoorlogse koersen
Tot in de jaren 1970-80 waren er 150 tot 200 koersen per jaar. Sinds het nieuwe millennium zijn veel koersen gestopt. Dit betekent een risico voor de traditie van de Vlaamse kermiskoers. In 2016 waren er nog 33 wedstrijden, in 2017 amper 27, waarvan er 23 plaatsvonden in Oost- of West-Vlaanderen. De organisatoren zijn dikwijls op leeftijd.
Waar in de jaren 1970 Eddy Merckx nog deelnam aan de Koers van Poperinge, krijgen organisatoren het steeds moeilijker om internationaal bekende renners aan te trekken, ook omdat de budgetten ontoereikend zijn. Er is ook concurrentie van gelijktijdige internationale wedstrijden; sportdirecteuren vinden het belangrijker dat hun renners in het buitenland rijden.

## Bekende wielrenners
- John Braspennincx
- Jan Bogaert
- Emile Brichard
- Richard Bukacki
- Gerard Buyl
- Norbert Callens
- Gert Claes
- Jerry Cooman
- Alfons De Bal
- Dries De Bondt
- Koen De Koker
- Johnny De Nul
- Fernand Deferm
- Frans Dictus
- Ludo Giesberts
- Albert Gijsen
- Alfred Hamerlinck
- Hamish Haynes
- Roger Kindt
- Alexander Maes
- Laurent Mars
- Ludovic Martin
- Theo Middelkamp
- August Mortelmans
- Valère Ollivier
- Geert Omloop
- René Pijnen
- Gerrit Schulte
- Fons Straetmans
- Adri Suijkerbuijk
- Gerrit van de Ruit
- Cyriel Van Hauwaert
- Frans Van Hassel
- Stefaan Van Laere
- Henri Vanlerberghe
- Noël Vanclooster

## Bekende ploegen
- Paul De Baeremaeker
- Allez Allez Zimbabwe
- Tulip Computers (wielerploeg)
- Continental Circus (groep)

## Bekende koersen
| - GP Briek Schotte (Desselgem Koerse) - Gullegem Koerse - Heusden Koers - Izegem Koers | - Koolskamp Koers - Kortrijk Koerse - Leiedal Koerse - Nokere Koerse |